# Hecklah & Coch

Hecklah & Coch: Sylvestah (l.) und Zem (r.)

Hecklah & Coch war von 1999 bis 2009 ein Deutsch-Rap-Duo aus Berlin-Schöneberg,  bestehend aus Zem (auch bekannt unter dem Produzentennamen Defzem) und Sylvestah. 

## Bandgeschichte
Die beiden Berliner Rapper Zem und Sylvestah kannten sich  seit Kindheitstagen vom Leben im  Westberliner Stadtbezirk Berlin-Schöneberg. Beide wurden sich 1999 auf einer Freestyle-Session durch einen gemeinsamen Bekannten persönlich vorgestellt und nahmen noch am gleichen Abend im Home-Studio von Zem die ersten gemeinsamen Tracks auf. 
Aus selbst komponierten Instrumentals von MPC- und Kurzweil-Samplern entstanden erste Lieder. Man schloss sich zusammen, die Wahl des Namens fiel in Anlehnung an die deutsche Waffenfirma Heckler & Koch aus Jux auf den Namen „Hecklah & Coch“, als  deutsches Pendant zu der amerikanischen Rap-Gruppe Smif´n´Wessun (angelehnt an die amerikanische Waffenfirma Smith & Wesson), die beide zu diesem Zeitpunkt verehrten.
Im Jahr 2000 stießen Hecklah & Coch über die Internetbekanntschaft mit den Rappern Rhymez & Prok zum neu gegründeten Berliner Independent-Label Rawzone-Records des mehrfach mit Gold ausgezeichneten Musikproduzenten Quickmix (früher z. B. Produzent für MC Sar & The Real McCoy oder Maxx, später ebenso für Yvonne Catterfeld u. a.) und unterschrieben dort nach einigen Demoaufnahmen und der Produktion der Single "Bounce mit uns" (nur auf Vinyl erhältlich) einen Plattenvertrag mit der Bertelsmann Music Group (BMG). Der Vertrag mit BMG wurde jedoch kurz darauf infolge interner Umstrukturierungen im Geschäftsbereich "Deutschrap" wegen des beschlossenen Konzern-Umzugs von Köln nach Berlin wieder aufgelöst.
Hecklah & Coch nahmen für Rawzone Records weiterhin Tracks für ein erstes Mini-Album ("Grundausbildung") auf und machten erste Bühnenerfahrungen durch zahlreiche Liveauftritte in Berlin und Umland, wo sie ihre Vinyl-Single "Bounce mit uns"  aus dem Kofferraum heraus verkauften um ihren Bekanntheitsgrad zu steigern.
Die 2003 erschienene EP Grundausbildung, welche im Berliner Untergrund der Hiphop-Szene durch den Laden- und Mailordervertrieb Downstairs innerhalb weniger Wochen mehrere Tausend Stück verkaufte, ließen die Künstler vorerst mit Geld aus der eigenen Tasche pressen. Erste Anfragen für Radiosendungen, Zeitungsinterviews und weitere Live-Auftritte folgten.
2004 kam es zu einem Deal mit dem Vertrieb von Sony, über den dann die zweite Platte von Hecklah & Coch, das erste richtige Album Über alles in der Welt erschien.
In der Folge erschien die Single Über alles in der Welt, die als Musikvideo auf VIVA ausgestrahlt wurde. H&C erfreuten sich nun reger Internetpräsenz, Artikel in einschlägigen Magazinen wie der "JUICE" und der "Backspin" und traten in Radio- und TV-Sendungen auf. Scheinbar im Gegensatz zu ihrem Straßen-Image, setzten sich die Rapper 2005 auch mehrmals für gute Zwecke ein. So gaben sie im April 2005 einen Auftritt vor dem Brandenburger Tor in Berlin anlässlich des Internationalen Kinderfest 23 Nisan, zugunsten des Dunkelziffer e.V. (einem Verein der missbrauchten Kindern hilft) veranstaltet wurde, neben Künstlern wie Ayman, Vanessa S., Overground und Nu Pagadi. Außerdem steuerten sie Tracks für den Sampler eines ähnlichen Projekts der Berliner Arche e.V. bei.
Nachdem zuvor auch andere Majors, z. B. Universal und Sony BMG im Gespräch waren, kam es 2006 zu einem Plattenvertrag mit TVT Europe, der europäischen Filiale des amerikanischen Indie-Labels TVT Records und dem zu Hause von Rap-Weltstars wie Lil Jon oder Pitbull.
Ende des Jahres erscheint das Mixtape "Konnektionz" mit Features von über 50 Künstlern aus der deutschen Hiphop-Szene wie Taichi, Kaisaschnitt, Joe Rilla, She-Raw, David Battle, Plattenpapzt, Kalusha, MC Bogy, Pal One, Jasha, MOK, Sido, Harris, Manny Marc, Separate, Dra-Q, DJ Tomekk uvm. Die erste Single des im November 2007 erschienenen Albums "Glänzend" („Wir reißen den Club ab“ featuring Sido) belegte am 25. Oktober 2007 bei den TRL Charts bei MTV Platz 1 vor Linkin Park, Die Ärzte und Bushido.  

### Dissens mit Sido und Raportaz
Nachdem der Berliner Rapper Sido 2004 mit dem Chart-Hit Mein Block auf den gleichnamigen Titel von H&C zu antworten schien, kochten die Gerüchte hoch, dass Streit zwischen dem Künstler von  Aggroberlin und H&C bestünde. Im Intro des Tracks von Sido finden sich auf einer Promo-Version der Beilage-CD des Szenemagazins JUICE die Worte "Mein Block, mein Block, und nicht Hecklah & Coch sein Block"
Auf die Frage hin, warum es auf diesen Track von H&C keine Antwort gab, sagte Zem später in einem Interview: „Sido hat mich kurz bevor der Titel auf der Juice-CD rauskam angerufen. Er meinte, dass der Kommentar nicht als Diss aufzufassen sei, er unsere Songs cool findet und gerne einen Track mit uns für unser nächstes Album machen würde“, was mit einem gemeinsamen Titel von H&C und Sido (Lauf) auf dem nächsten Album Über alles in der Welt dann auch geschah. 
2005 erwehrten sich H&C über Szenemedien wie rap.de mit einer Pressemeldung und einem Disstrack gegen die Behauptungen, die von dem Rapperduo Raportaz auf ihrer EP Gangsta Gangsta und in Interviews mit dem Magazin Backspin aufgestellt wurden. Nach Behauptung der Raportaz in der Backspin stamme Sylvestah aus einem Dorf nahe dem Odenwald und das Image von H&C sei nicht zuletzt deswegen geradezu lächerlich; in einem Titel (Gangsta Gangsta) der Raportaz wird des Weiteren die Zeile gerappt: „Es gibt nur wenig Gangster dort draußen, ich glaub's Azad und Charnell, aber check mal Hecklah und Coch, es sei denn du bist schon zwölf.“ In der Folge des Antworttracks von H&C entschuldigen sich die Raportaz wenig später für ihre Behauptung.

### Trennung
Im Januar 2009 gaben Hecklah & Coch ihre Trennung bekannt. Persönliche Differenzen wurden dabei ausgeschlossen. In der offiziellen Pressemitteilung wurden drei Gründe für die Trennung genannt. Zunächst stand die Band nach der Insolvenz des Mutterlabels TVT in den USA und der daraus folgenden Insolvenz von TVT Europe erneut ohne Plattenvertrag da. Als zweites wurde ganz allgemein die Krise in der unter anderem durch Filesharing geplagten Musikindustrie, die sehr zu Lasten von Spartenmusikern gehe, angeführt. Zuletzt waren wohl auch Rechtsstreitigkeiten mit der namhaften Waffenfirma Heckler & Koch ausschlaggebend, die eine Weiterverwendung des phonetisch ähnlich klingenden Namens verhinderten.

## Diskografie

### Alben und Mixtapes
- 2003: Grundausbildung
- 2004: Über alles in der Welt
- 2006: Konnektionz
- 2007: Glänzend

### Singles
- 2003: Sizzo/Bounce mit uns (Non-Album Single, nur auf Vinyl erschienen)
- 2004: Über alles in der Welt (vom gleichnamigen Album)
- 2007: Wir reißen den Club ab featuring Sido (vom Album "Glänzend")

### Sonstige
- 2003: Mein Block (als Juice-Exclusive)
- 2005: Tödliche Waffen (Feat.-Auftritt auf MikrofonSoldaten von Ausfahrt Krew)
- 2007: Wir spucken Feuer (Juice Exclusive! auf Juice-CD #81)